# GUCA2B
GUCA2B (англ. Guanylate cyclase activator 2B) – білок, який кодується однойменним геном, розташованим у людей на короткому плечі 1-ї хромосоми. Довжина поліпептидного ланцюга білка становить 112 амінокислот, а молекулярна маса — 12 069.
| 10         |  | 20         |  | 30         |  | 40         |  | 50         |
| ---------- |  | ---------- |  | ---------- |  | ---------- |  | ---------- |
| MGCRAASGLL |  | PGVAVVLLLL |  | LQSTQSVYIQ |  | YQGFRVQLES |  | MKKLSDLEAQ |
| WAPSPRLQAQ |  | SLLPAVCHHP |  | ALPQDLQPVC |  | ASQEASSIFK |  | TLRTIANDDC |
| ELCVNVACTG |  | CL         |  |            |  |            |  |            |

A: Аланін

C: Цистеїн

D: Аспарагінова кислота

E: Глутамінова кислота

F: Фенілаланін

G: Гліцин

H: Гістидин

I: Ізолейцин

K: Лізин

L: Лейцин

M: Метіонін

N: Аспарагін

P: Пролін

Q: Глутамін

R: Аргінін

S: Серин

T: Треонін

V: Валін

W: Триптофан

Задіяний у такому біологічному процесі як поліморфізм. 
Секретований назовні.